# Sycamore (Georgia)
Sycamore es una ciudad ubicada en el condado de Turner en el estado estadounidense de Georgia. En el año 2000 tenía una población de 496 habitantes.

## Geografía
Sycamore se encuentra ubicada en las coordenadas 31°40′15″N 83°38′2″O / 31.67083, -83.63389 (31.670810, -83.633871).
Según la Oficina del Censo, la localidad tiene un área total de 2,6 km² (1 mi²), de la cual 2,6 km² (1 mi²) es tierra y 0 km² (0 mi²) (0.00%) es agua.

## Demografía
Según la Oficina del Censo en 2000 los ingresos medios por hogar en la localidad eran de $19,063, y los ingresos medios por familia eran $23,750. Los hombres tenían unos ingresos medios de $23,750 frente a los $17,143 para las mujeres. La renta per cápita para la localidad era de $12,346. 